# 28ste Oscaruitreiking
De 28ste Oscaruitreiking, waarbij prijzen worden uitgereikt aan de beste prestaties in films in 1955, vond plaats op 21 maart 1956 in het Pantages Theatre in Hollywood, Californië. De ceremonie werd gepresenteerd door Jerry Lewis, Claudette Colbert en Joseph L. Mankiewicz.
De grote winnaar van de 28ste Oscaruitreiking was Marty, met in totaal 8 nominaties en 4 Oscars.

## Winnaars

### Films
| Categorie               | Winnaar                   | Regie           |
| ----------------------- | ------------------------- | --------------- |
| Beste Film              | Marty                     | Delbert Mann    |
| Beste Buitenlandse Film | Miyamoto Musashi          | Hiroshi Inagaki |
| Beste Documentaire      | Helen Keller in Her Story | Nancy Hamilton  |

### Acteurs
| Categorie                  | Winnaar         | Film            |
| -------------------------- | --------------- | --------------- |
| Beste Mannelijke Hoofdrol  | Ernest Borgnine | Marty           |
| Beste Vrouwelijke Hoofdrol | Anna Magnani    | The Rose Tattoo |
| Beste Mannelijke Bijrol    | Jack Lemmon     | Mister Roberts  |
| Beste Vrouwelijke Bijrol   | Jo Van Fleet    | East of Eden    |

### Regie
| Categorie       | Winnaar      | Film  |
| --------------- | ------------ | ----- |
| Beste Regisseur | Delbert Mann | Marty |

### Scenario
| Categorie                | Winnaar                        | Film               |
| ------------------------ | ------------------------------ | ------------------ |
| Beste Origineel Scenario | William Ludwig en Sonya Levien | Interrupted Melody |
| Beste Bewerkt Scenario   | Paddy Chayefsky                | Marty              |

### Speciale prijzen
| Categorie      | Winnaar          |  |
| -------------- | ---------------- |  |
| Honorary Award | Miyamoto Musashi |  |